# Zathura(visor de documentos)

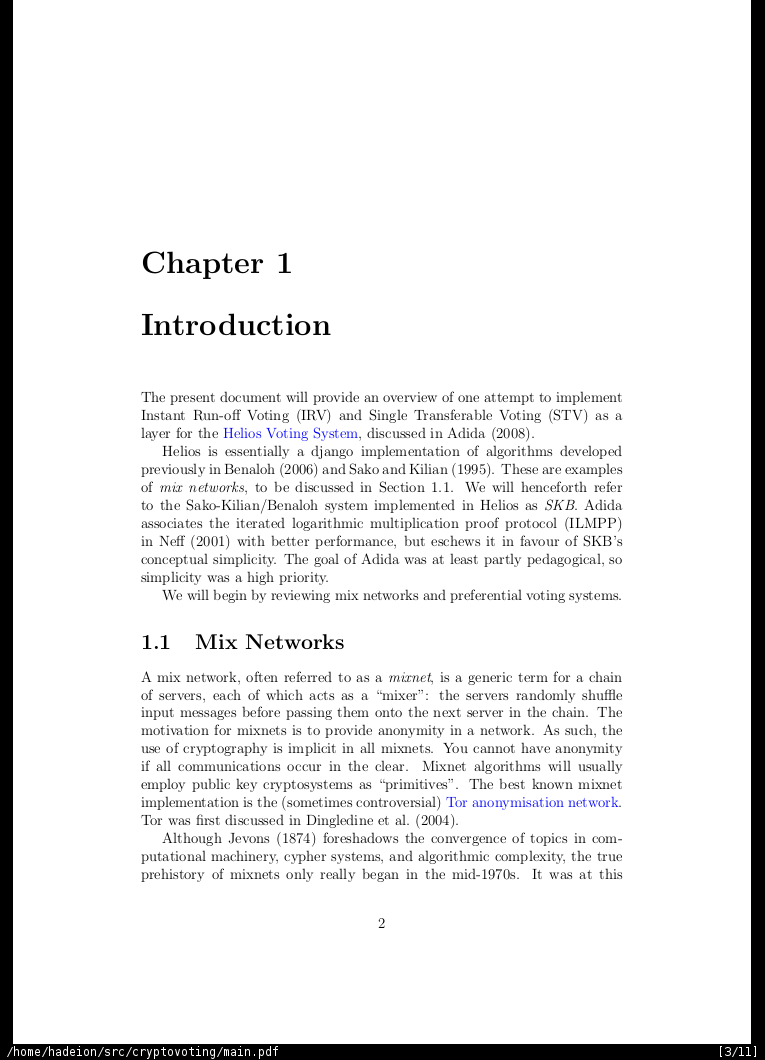
Captura de pantalla de Zathura en Arch Linux.

Zathura es un visor de documentos gratuito basado en complementos. Hay complementos disponibles para PDF (a través de poppler o MuPDF), PostScript y DjVu . Fue escrito para ser liviano y controlado con combinaciones de teclas tipo vi . La capacidad de personalización de Zathura hace que sea muy valorado por los usuarios de Linux. 
El programa tiene paquetes oficiales, están disponibles en: Arch Linux,  Void Linux,  Debian,  Fedora,  Gentoo,  OpenBSD,  OpenSUSE,  Source Mage,  Ubuntu,  GuixSD,  y un paquete macOS no oficial proporcionado por MacPorts. 
Zathura lleva el nombre del libro Zathura, publicado en 2002 y de la película de 2005 Zathura: A Space Adventure . 

## Historia
El desarrollo de Zathura comenzó el 12 de agosto de 2009.  El 18 de septiembre de 2009, se anunció la versión 0.0.1 a la comunidad Arch Linux. 
Zathura ha sido un paquete oficial de Arch Linux desde abril de 2010.  El mismo año, a finales de julio, se agregó a la distribución Source Mage Linux.  Ha sido un paquete oficial de Debian desde al menos 2011, como parte de Debian Squeeze. 

## Características
Zathura recarga documentos automáticamente. Cuando se trabaja en documentos compilados como los escritos en LaTeX, Zathura actualizará la salida cada vez que se realice la compilación. El programa tiene la opción de habilitar la búsqueda inversa (usando "synctex").  
Zathura puede ajustar el documento, para que se ajuste mejor o al ancho, y puede rotar páginas. Puede ver páginas una al lado de la otra, así como un modo de pantalla completa. También puede cambiar el color de las páginas para un fondo negro y un primer plano blanco. Zathura puede buscar texto y copiarlo a la selección X principal. Admite marcadores y puede abrir archivos cifrados.
El comportamiento y la apariencia del programa se pueden personalizar mediante un archivo de configuración . Este tiene la capacidad de ejecutar comandos de shell externos. Se puede abrir en pestañas usando tabbed . 
Zathura implementa un modo sandbox opcional utilizando el filtro seccomp para restringir las consecuencias de posibles vulnerabilidades. 